# بخش رودپی
بخش رودپی یکی از بخش‌های شهرستان ساری در استان مازندران ایران است.

## جمعیت
براساس سرشماری مرکز آمار ایران در سال ۱۳۹۵، جمعیت بخش رودپی ۲۲٬۱۲۶ نفر بوده‌است.

## تقسیمات کشوری
بخش رودپی از دو دهستان تشکیل شده‌است:
- دهستان رودپی شرقی
- دهستان رودپی غربی